# 北上市
北上市（日语：／ Kitakami shi */?）是位於日本岩手縣西南部的市，也是縣內人口數第四多的市。轄區地處北上盆地的中央，當地人口則集中在北上站周圍與國道4號東側的市區。由於北上市的交通路網在1970年代後期逐漸發展成型，使當地和首都圈的交通距離出現時空壓縮，並且發展成岩手縣內重要的交通樞紐。又因為行經市內的鐵路與公路以十字狀交會，因此北上市也被稱為「北東北的十字路口」。而當地也是東北地方名列前茅的工業城市。根據統計，2021年北上市的製造品出貨總額高居岩手縣內第二。 

## 地理

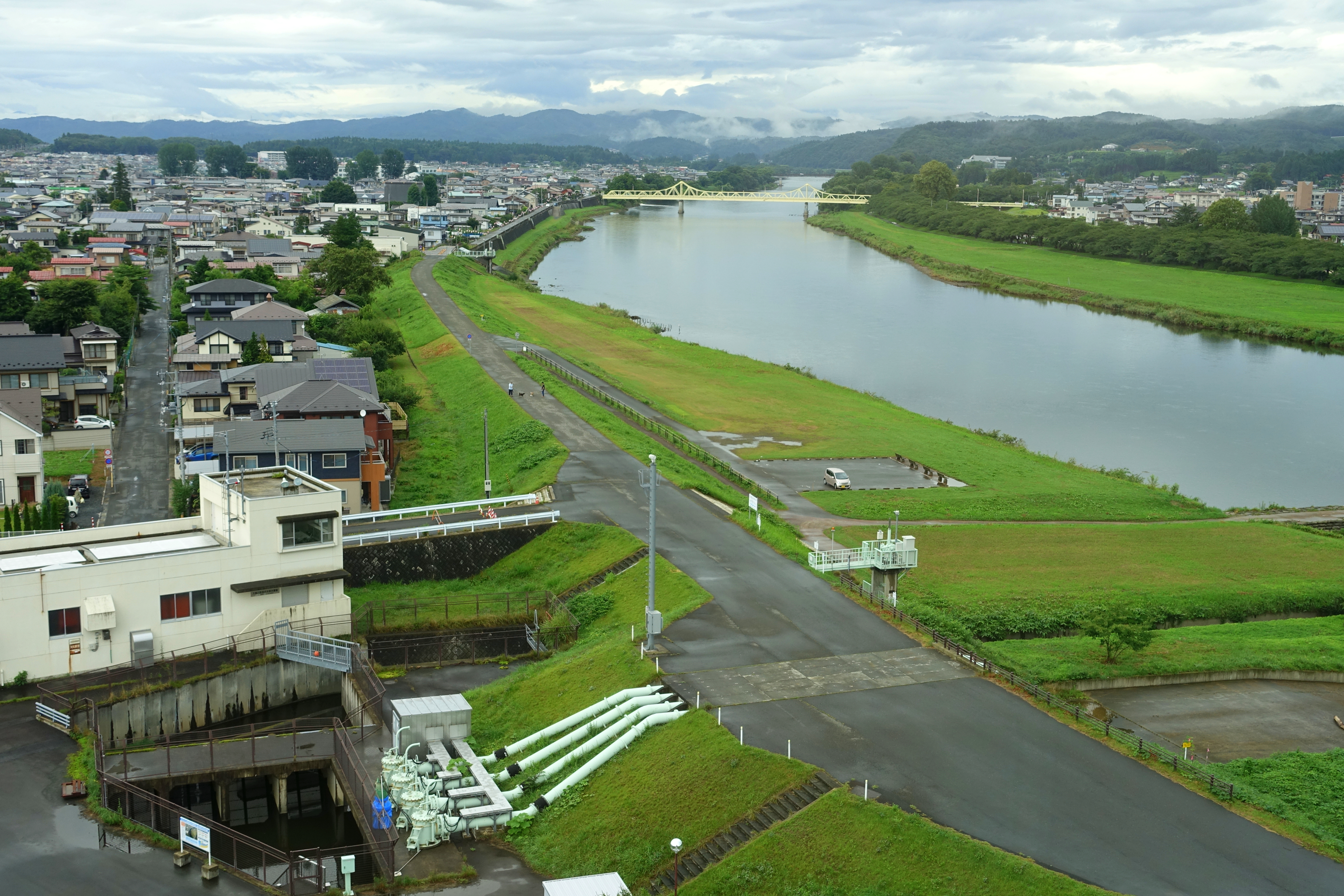
流經市內的北上川

北上市內約52.5%的面積被森林與原野覆蓋，21.5%的面積為農業用地。轄區地處北上盆地（北上平原）的中央，其海拔約為80公尺至90公尺。流經市內的北上川西部為廣闊的北上平原，而平原西側為海拔約1000公尺的奧羽山脈的群峰；坐落於西南部的夏油溫泉的周邊地區則位於栗駒國定公園的範圍內。而北上川的東部為北上山地的丘陵地帶。發源自和賀岳的和賀川往東流經北上市，並在市中心的東南方與北上川匯流。上述二條河川的上游地區皆有建設水壩，並且在防洪方面發揮重要作用。

### 氣候
北上市屬於太平洋側氣候，但因地處奧羽山脈和北上山地之間，因此當地的日溫差和年溫差皆較大。根據統計，2004年至2022年當地的年均溫約為10.8℃至12.3℃，年均降雨量則約1128毫米至1589毫米。而北上市在冬季受到日本海的影響而有較大的降雪量。

## 歷史

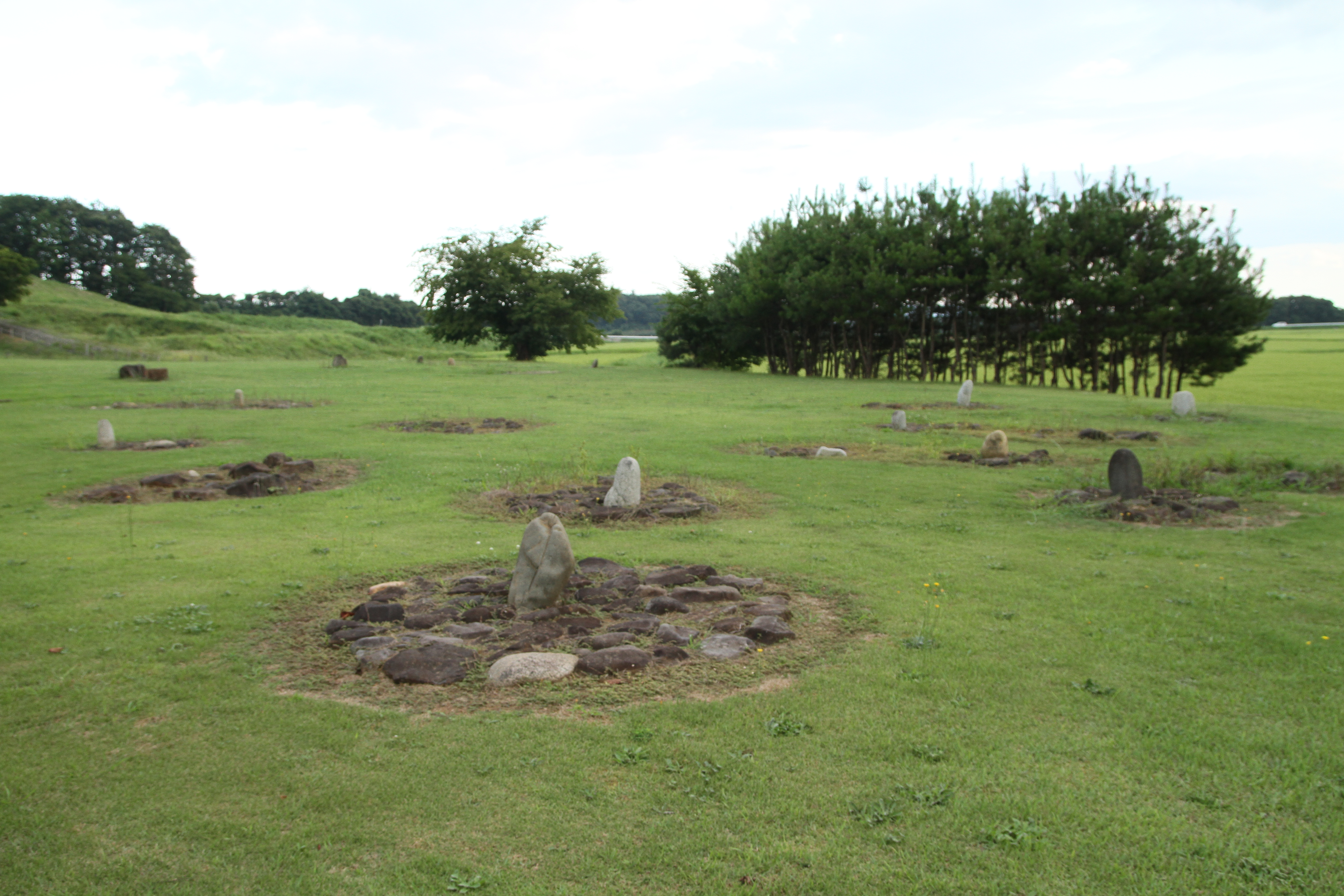
樺山遺跡

北上市自古時便有人類居住，市內屬於舊石器時代的愛宕山遺跡曾出土過大型的石斧。當地也坐落著許多繩紋時代的遺跡，如屬於繩紋時代中期至後期的樺山遺跡、八天遺跡等。其中樺山遺跡出土的文物包括帶有立石的石陣與竪穴住居的遺構，八天遺跡則發掘出耳朵、鼻子與嘴巴形狀的土製品。上述兩座遺跡皆於近代被指定為日本的史跡。

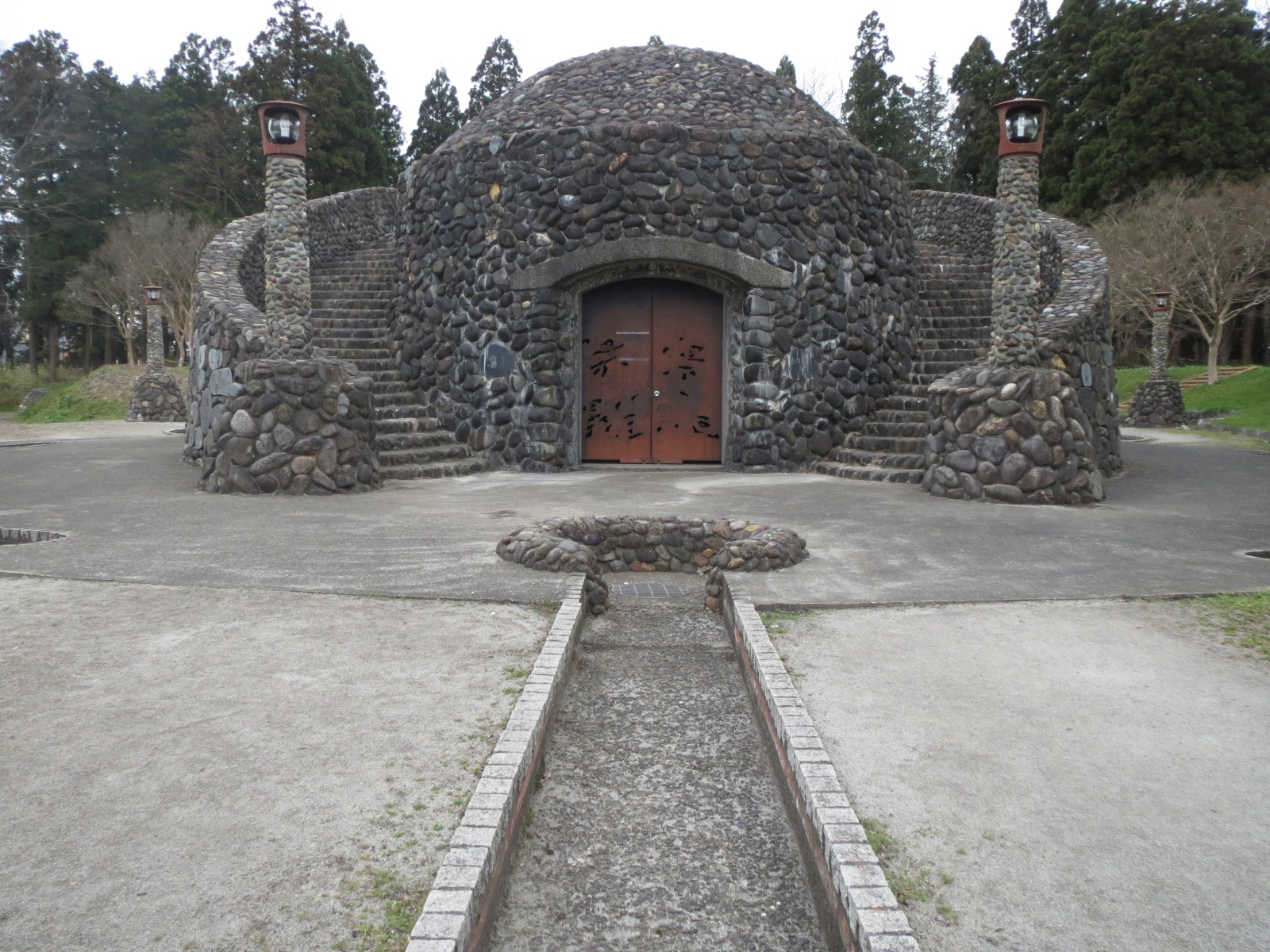
江釣子古墳公園

北上市內的彌生時代遺跡尚未發現種植過水稻的痕跡，但位於北上川的天然堤上的金附遺跡與千刈遺跡仍出土過許多土器與石器。地處和賀川流域的兵庫館遺跡曾發掘出底部具有穿孔的藏骨器與遠賀川式土器。位於和賀川北岸的江釣子古墳群則擁有120多座建於7世紀末至8世紀初的圓墳，並出土過勾玉、蕨手刀和馬具等多種陪葬品。而江釣子古墳群同樣於近代被指定為日本的史跡。
坐落於北上市稻瀨町的極樂寺為建於平安時代的寺院。該寺院據信擁有36座堂塔與700多間僧房，並且在平泉地區作為奧州藤原氏的根據地而繁榮之前，便作為日本東北地方的古代佛教文化的中心地而發展。同時根據調查結果顯示，極樂寺應為日本文德天皇實錄於天安元年（857年）的中提及的陸奧國極樂寺。其遺跡則以「國見山廢寺跡」之名於近代被指定為日本的史跡。

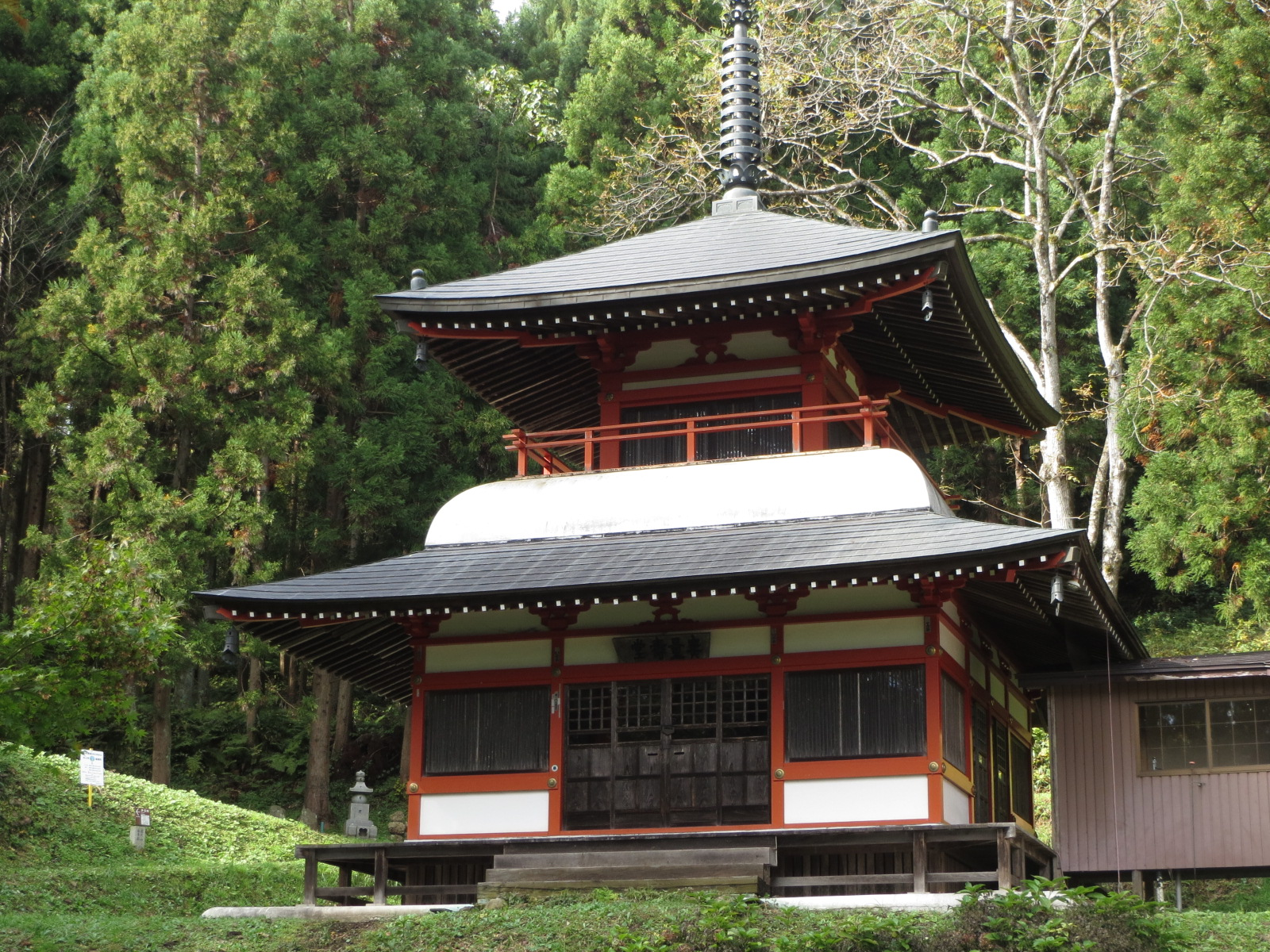
極樂寺 (北上市)的寶塔

江戶時代，北上地區地處盛岡藩與仙台藩的交界地帶，並作為奧州街道沿途的宿場町而發展。而寛永年間（1624年至1645年）北上川的和運開始興起，當地也作為小型船舶和大型的平田舟的貨物中轉地而相當繁榮。平成3年（1991年），北上市、和賀町與江釣子村合併成現今的北上市。
2011年3月11日的日本東北地方太平洋近海地震在北上市引發震度5強的地震，並造成34人受傷、56棟住宅全毀、523棟住宅半毀與2015棟住宅部分損毀。根據統計，當地的受災總額約為11億5千萬日圓。

## 人口
北上市的總人口數自二戰結束後的1947年至1960年呈現持續成長的趨勢。1960年至1970年當地的人口數曾短暫減少，隨後再度呈現增長的趨勢。當地的總人口數在2005年達到最高峰94,321人，之後便開始呈現減少的趨勢，至2020年日本實施國勢調查時降至93,045人。而北上市的高齡人口比例在2030年預估將佔全市總人口的30.7%，2045年則將上升至38%。
| 北上市人口分布圖 |                                               |  |
| 北上市與日本全國年齡別人口分布比較圖 （2005年資料） | 北上市的年齡、男女別人口分布圖 （2005年資料） |  |
| ■紫色是北上市 ■綠色是全国 | ■藍色是男性 ■紅色是女性                       |  |
| 北上市人口變化 \| 1970年 \| 68,074人 \| \| \| 1975年 \| 71,383人 \| \| \| 1980年 \| 76,633人 \| \| \| 1985年 \| 80,248人 \| \| \| 1990年 \| 82,902人 \| \| \| 1995年 \| 87,969人 \| \| \| 2000年 \| 91,501人 \| \| \| 2005年 \| 94,321人 \| \| \| 2010年 \| 93,138人 \| \| \| 2015年 \| 93,511人 \| \| \| 2020年 \| 93,045人 \| \| |                                               |  |
| 資料來源：日本總務省統計中心提供之人口普查數據 |                                               |  |
| 1970年 | 68,074人                                      |  |
| 1975年 | 71,383人                                      |  |
| 1980年 | 76,633人                                      |  |
| 1985年 | 80,248人                                      |  |
| 1990年 | 82,902人                                      |  |
| 1995年 | 87,969人                                      |  |
| 2000年 | 91,501人                                      |  |
| 2005年 | 94,321人                                      |  |
| 2010年 | 93,138人                                      |  |
| 2015年 | 93,511人                                      |  |
| 2020年 | 93,045人                                      |  |

## 行政
現任市長八重樫浩文於2023年4月在選舉中自動當選，其任期將持續至2027年4月。此次選舉也是北上市第三次在未經投票的情況下選出市長。

## 經濟
根據日本2015年的國勢調查統計，北上市的就業人口中有6.6%從事第一級產業，36.1%的就業人口從事第二級產業，55.6%則從事第三級產業。當地的農業以生產稻米為主，並且也生產小麥、大豆、水芹、食用牛等農產品，近年來則面臨勞動力短缺與農業就業人口高齡化等問題。工業方面，北上市自昭和時代初期便開始振興工業，透過興建工業園區吸引企業進駐，並且發展成東北地方名列前茅的工業城市。目前市內共設有10個產業園區，包括工業園區和物流園區等。另外根據統計，2018年北上市的製造業生產比例約佔全市總生產額的30.4%，高於縣內的奧州市和花卷市等城市。2021年北上市的製造業出貨額則為3970億日圓，約佔岩手縣出貨總額的14.6%，高居縣內第二。而當地近年來也開始吸引半導體產業等相關企業進駐市內的產業園區。

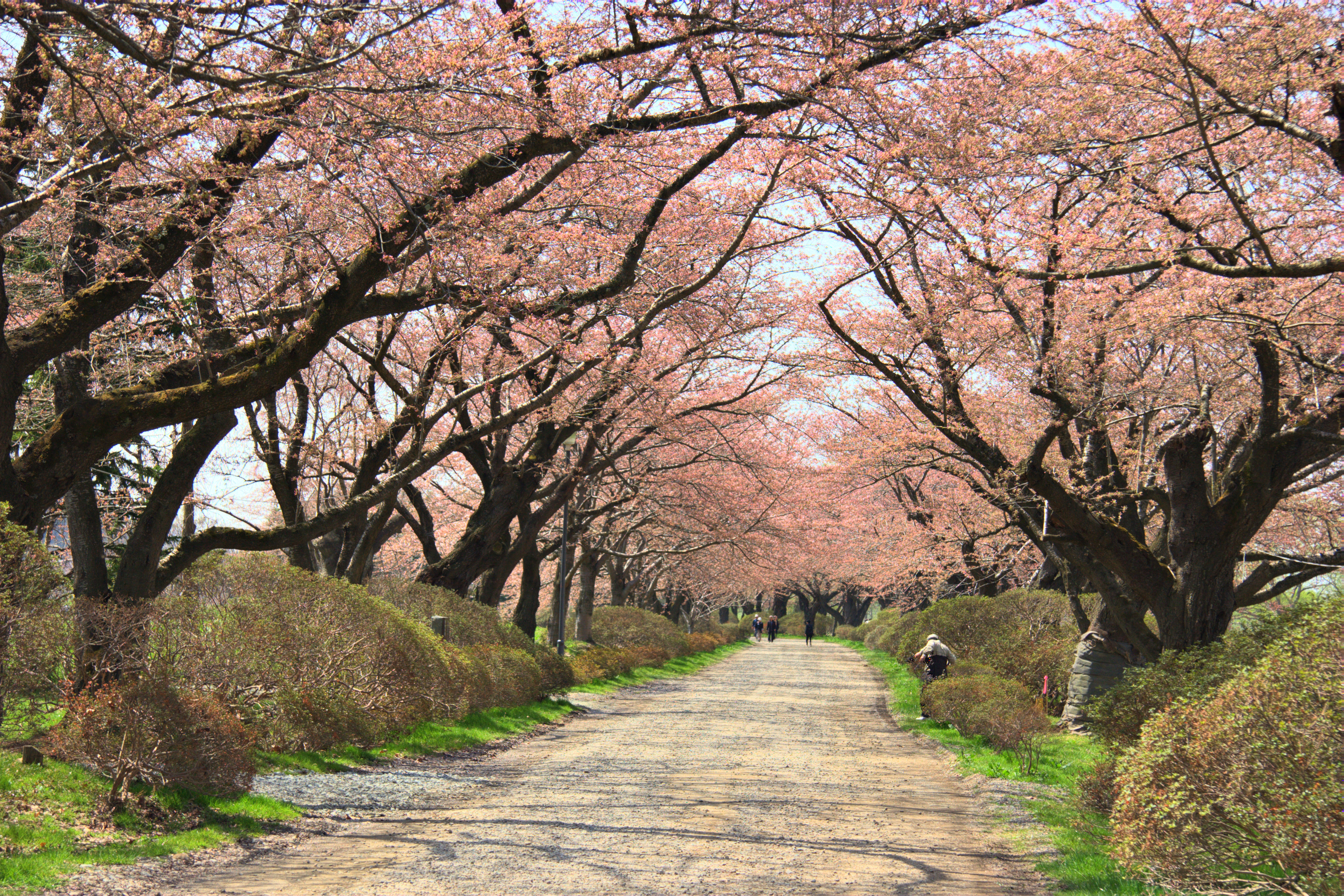
北上市立公園展勝地

由於北上市內擁有夏油溫泉、北上市立公園展勝地等景點，因此吸引許多遊客前來，並帶動當地的觀光業發展。根據統計，2014年至2019年，當地每年約有153.3萬至181.8萬名遊客到訪。2020年則受到嚴重特殊傳染性肺炎疫情的影響下降至73.8萬名。

## 教育
北上市內共有14所小學校、9所中學校與4所高等學校。根據2023年5月的統計，市內共有4615名小學生，2469名中學生與2401名高等學校的學生。而北上市近期以在市內設立大學為目標進行研究與商討，以便培養與半導體科技相關的高技能人才。

## 交通

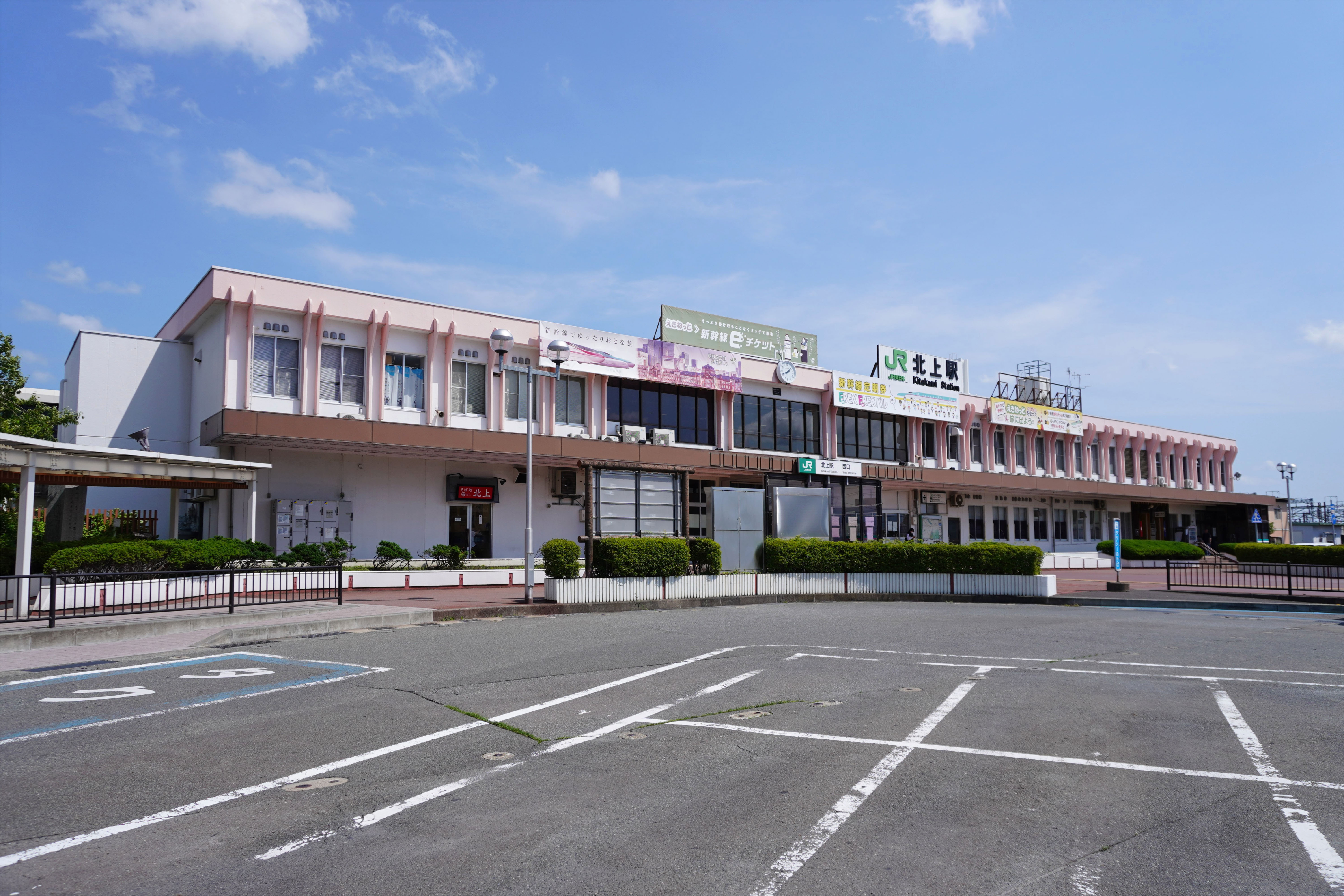
北上站的西出入口

由於北上市的交通路網在1970年代後期逐漸發展成型，使當地和首都圈的交通距離出現時空壓縮，並且發展成為岩手縣內重要的交通樞紐。又因為行經市內的鐵路與公路以十字狀交會，因此北上市也被稱為「北東北的十字路口」。國道4號與東北自動車道縱貫北上市的中央地帶，國道456號通過轄區東部，國道107號與秋田自動車道則以東西向通過北上市。東北自動車道在市內分別設置北上金崎交流道與北上江吊子交流道，並透過北上系統交流道與秋田自動車道連接。秋田自動車道則往西設置北上西交流道。
鐵路方面，東日本旅客鐵道的東北新幹線、東北本線與北上線皆通過北上市。位於市區東南部的北上站為上述三條鐵路共構的車站，也是北上線的起點。東北本線在轄區北部設置村崎野站，北上線則往西設置柳原站、江釣子站、藤根站、立川目站、橫川目站、岩澤站與和賀仙人站。

## 姊妹城市
北上市與以下日本行政區為友好或是姐妹城市:
| 市町村 | 都道府縣 | 締結日期      |
| ------ | -------- | ------------- |
| 柴田町 | 宮城縣   | 1980年1月25日 |
| 石垣市 | 沖繩縣   | 2014年1月25日 |
| 流山市 | 千葉縣   | 2020年1月29日 |

北上市與以下外國行政區為友好或是姐妹城市:
| 國家           | 城市                                 | 締結日期       |
| -------------- | ------------------------------------ | -------------- |
| 美国           | 康科德（加利福尼亞州康特拉科斯塔郡） | 1974年10月25日 |
| 中华人民共和国 | 三門峽市（河南省）                   | 1985年5月25日  |

## 外部連結
- 北上市官方網站 （页面存档备份，存于）
- 北上市官方臉書Facebook （页面存档备份，存于）

## 統計資料
1. 1 2  北上市総務課 《令和5年版北上市統計書》 北上市役所，2024年5月。 - 10 教育・文化 (ウェブ版XLSX（页面存档备份，存于）)